# KfH-Dialysemuseum Fürth
Das KfH-Dialysemuseum Fürth dokumentiert die Geschichte der Blutreinigung und der Dialyse von der Antike bis zur Gegenwart. Es ist im Jakob-Henle-Haus nahe dem Klinikum Fürth untergebracht, das in erster Linie ein Dialysezentrum des Kuratoriums für Dialyse und Nierentransplantation (KfH) beherbergt.

## Geschichte
Das Museum in Fürth wurde 1990 von der damaligen leitenden Schwester des Fürther KfH-Dialysezentrums Heidemarie Alexander (1942–2015) begründet und mit Unterstützung der leitenden Ärzte Josef Nikolay und Beatrix Büschges-Seraphin, ihrer pflegerischen Kollegen sowie des Kuratoriums für Dialyse und Nierentransplantation ausgebaut.

## Bestand

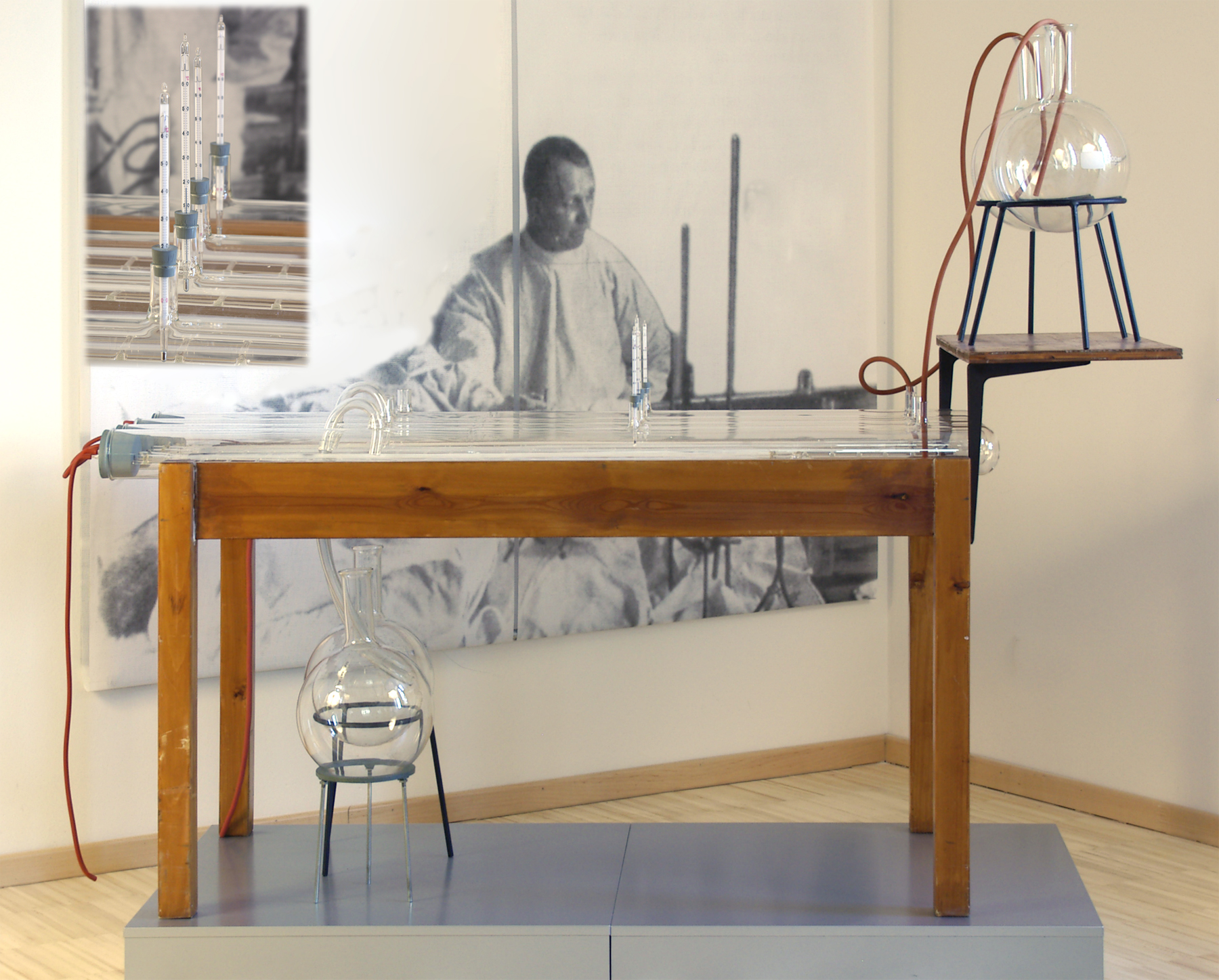
Nachbau der Haas-Niere im Museum

Das Museum zeigt im Eingangsbereich die Reproduktion eines Harnschauglases aus dem Jahre 1550. Im Ausstellungsraum wird eingangs Thomas Graham vorgestellt, der nach verschiedenen Versuchen mit Membranen im Jahre 1854 den Begriff Dialyse prägte.
Als Nachbauten an Dialysegeräten sind zu sehen:
- die erste künstliche Niere, mit der 1913 von den Wissenschaftlern J. J. Abel, L. G. Rountree und B. B. Turner im Tierversuch eine Dialyse durchgeführt wurde,[1]
- die künstliche Niere, mit der Georg Haas im Jahre 1924 in Gießen erstmals einen Menschen dialysierte,[2]
- die rotierende Trommelniere von Willem Kolff, mit der 1945 zum ersten Mal ein Mensch erfolgreich dialysiert werden konnte[3].
- eine vertikale Trommelniere von Nils Alwall[4]

Im Original befinden sich im Museum unter anderem
- eine Beck'sche Blutmühle nach Ernst Pohl,
- die von Curt Moeller seit 1948 entwickelte Moeller-Niere (Typ III)[5] aus dem Jahre 1955,
- eine Travenol Tank-Niere aus dem Jahre 1960,
- eine RSP (Single pass recirculating hemodialysis machine) mit Blutpumpe (Travenol) und Spulendialysator (Avon) aus dem Jahre 1968,
- eine von Erich Streicher entwickelte Stuttgart-Niere (Hersteller: Fresenius) (1970),
- eine Kofferniere von Union Carbide Cooperation (1975),
- Dialysegeräte aus der ehemaligen DDR,
- Plattendialysatoren nach Frederik Kiil[6].

Abgesehen davon werden zahlreiche weitere Dialysegeräte sowie Dialysekatheter gezeigt und die Entwicklung von Dialyseshunts verdeutlicht.

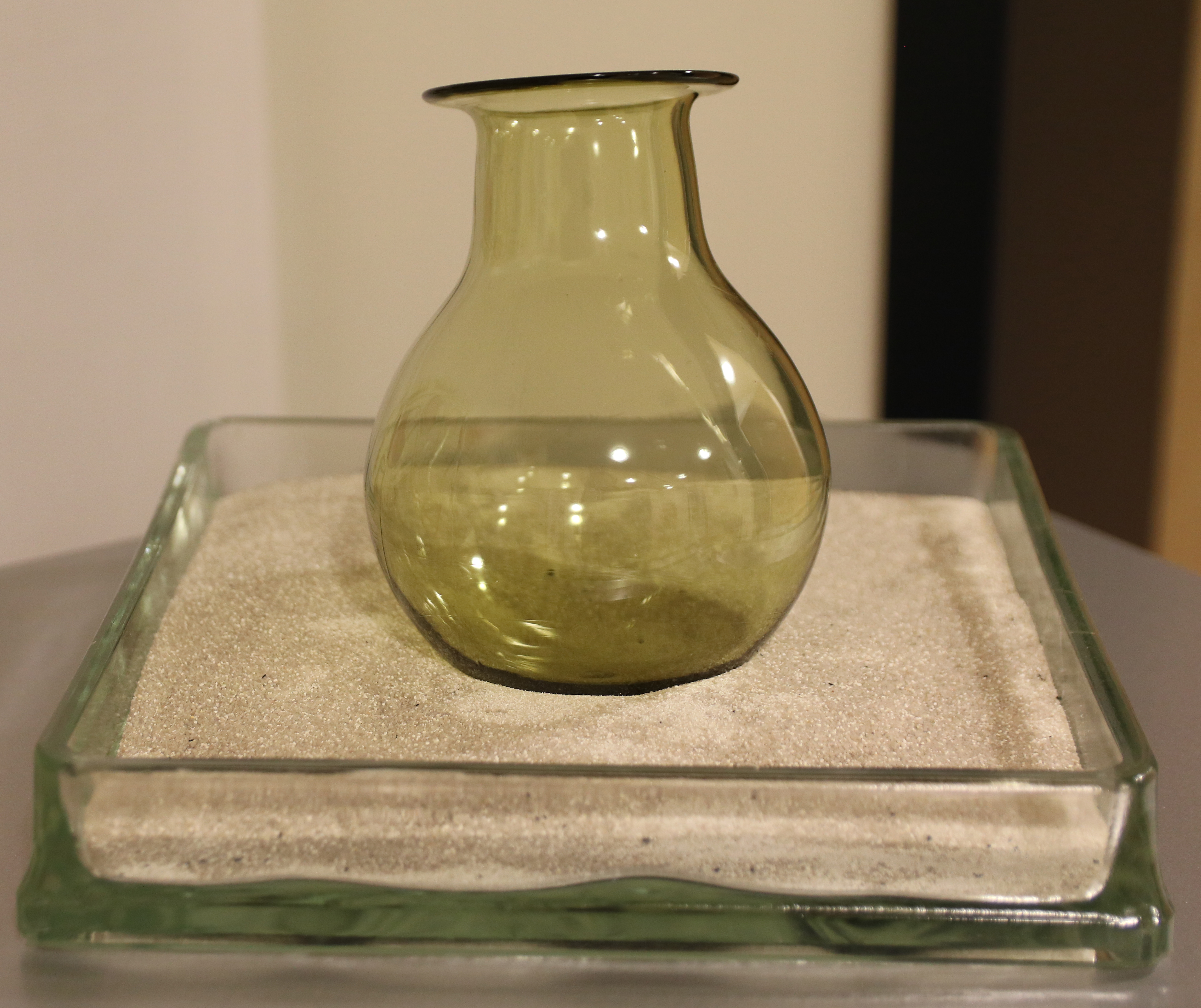
Matula ca. 1550 (Reproduktion)
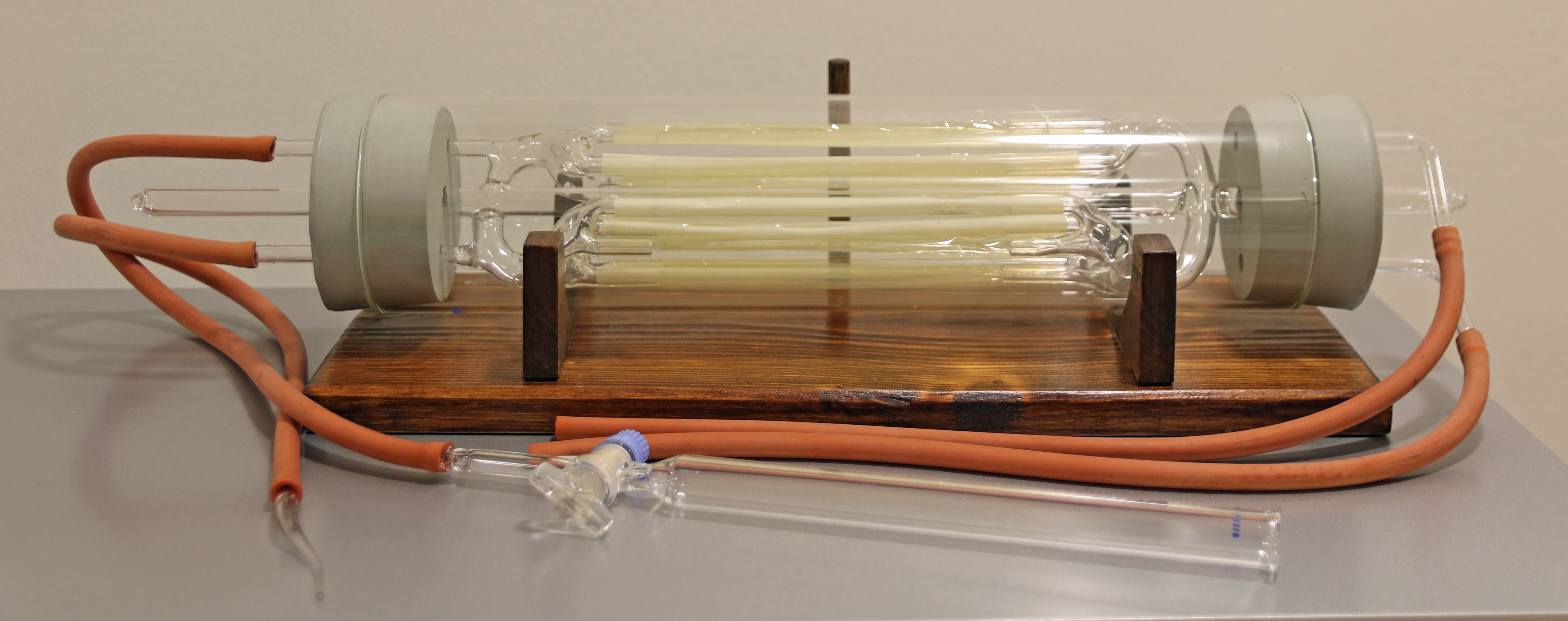
Erste künstliche Niere 1913 von J. J. Abel, L. G. Rountree und B. B. Turner (Nachbau)
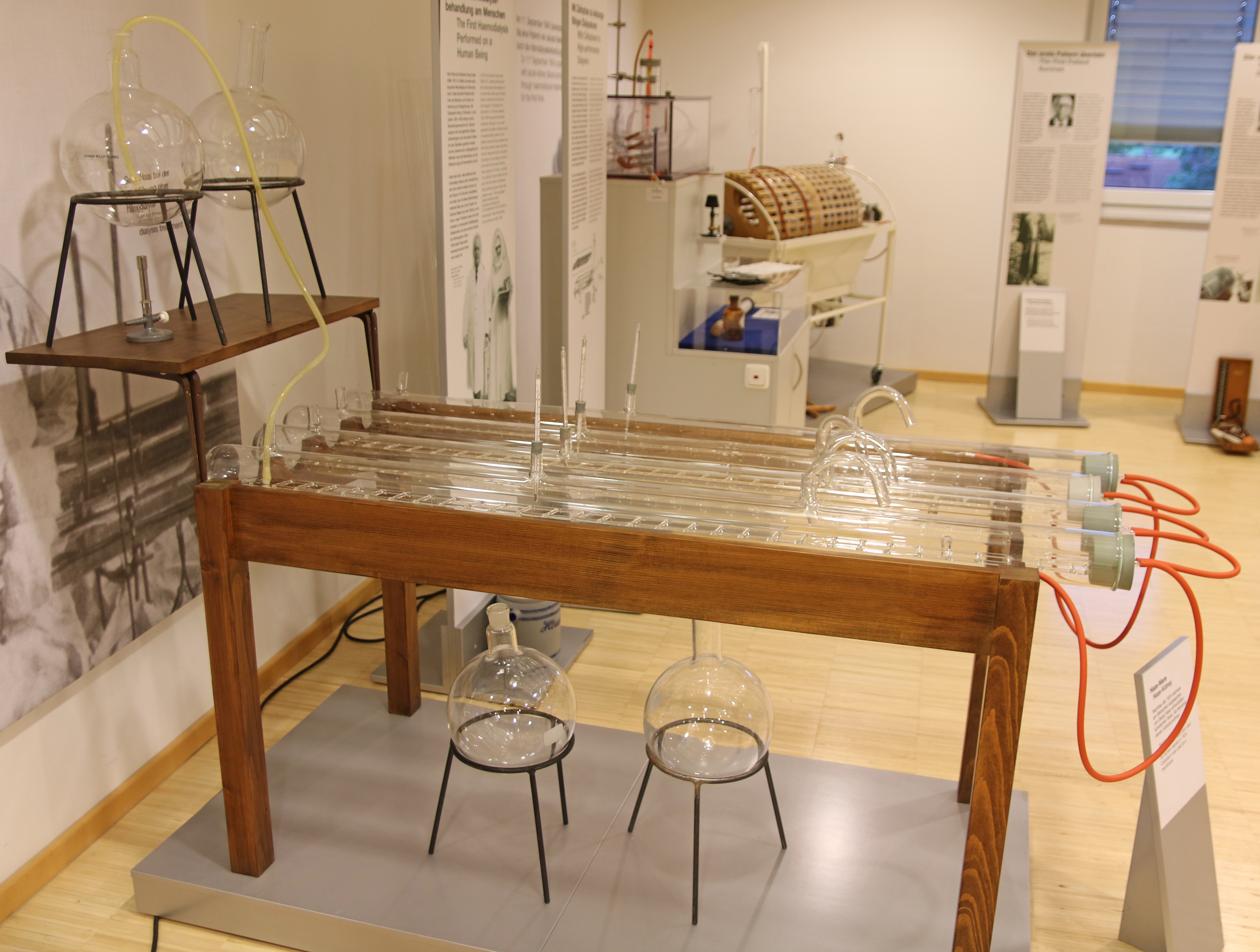
Erste am Menschen verwendete Niere 1924 von Georg Haas (Nachbau)
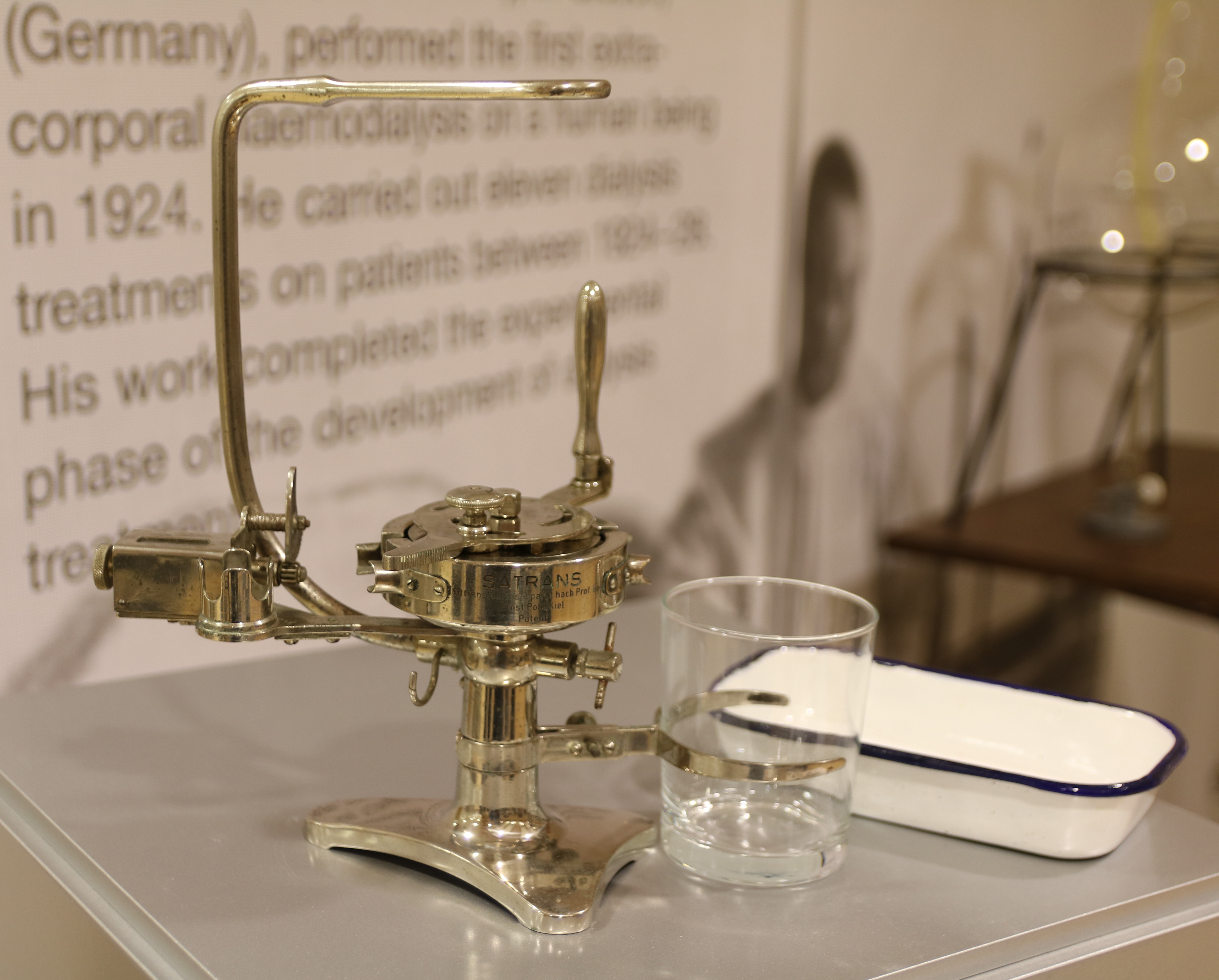
Beck'scher Transfusionsapparat (Blutmühle) von Ernst Pohl 1925
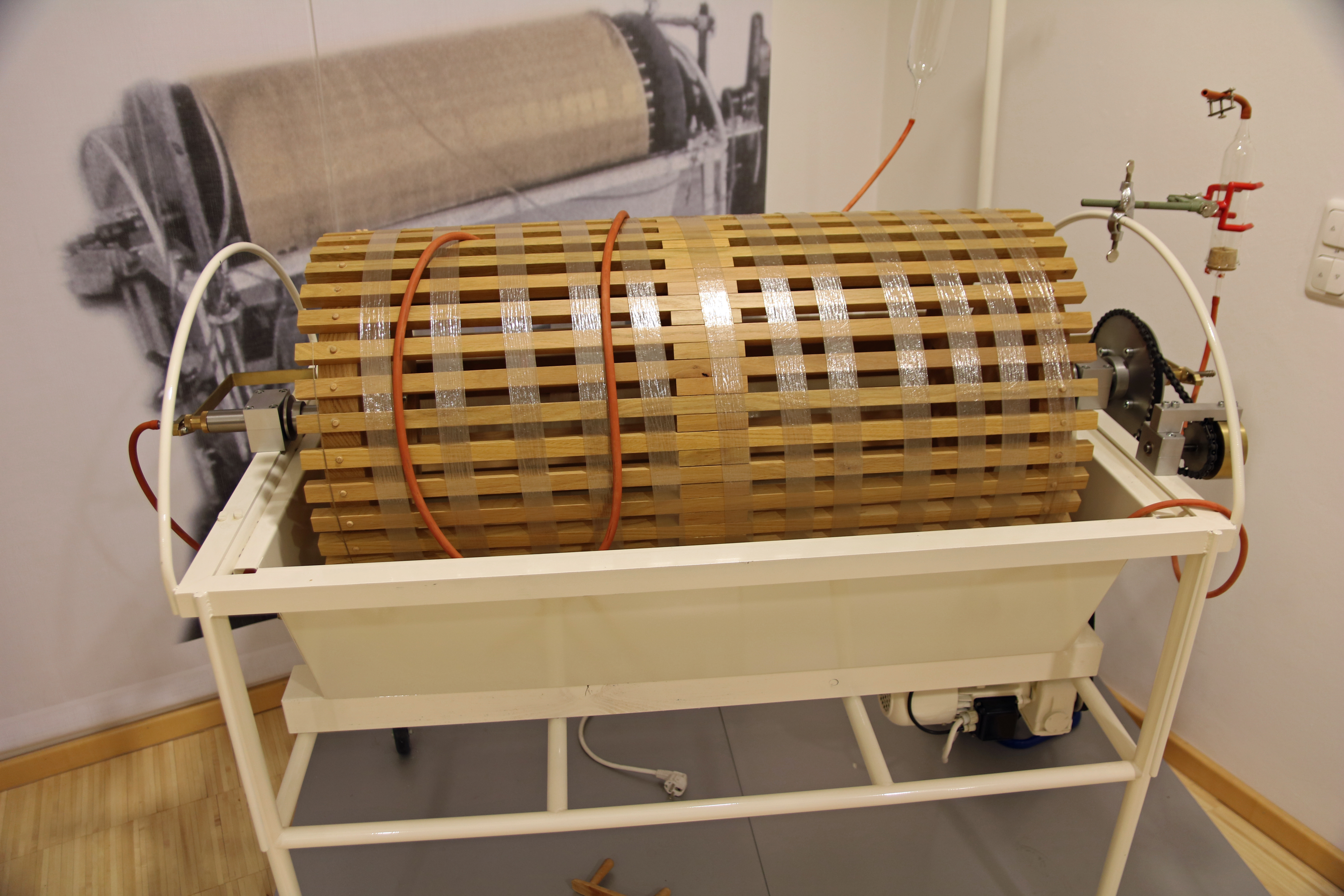
Erste erfolgreich am Menschen eingesetzte Niere von Willem Kolff 1945 (Nachbau)
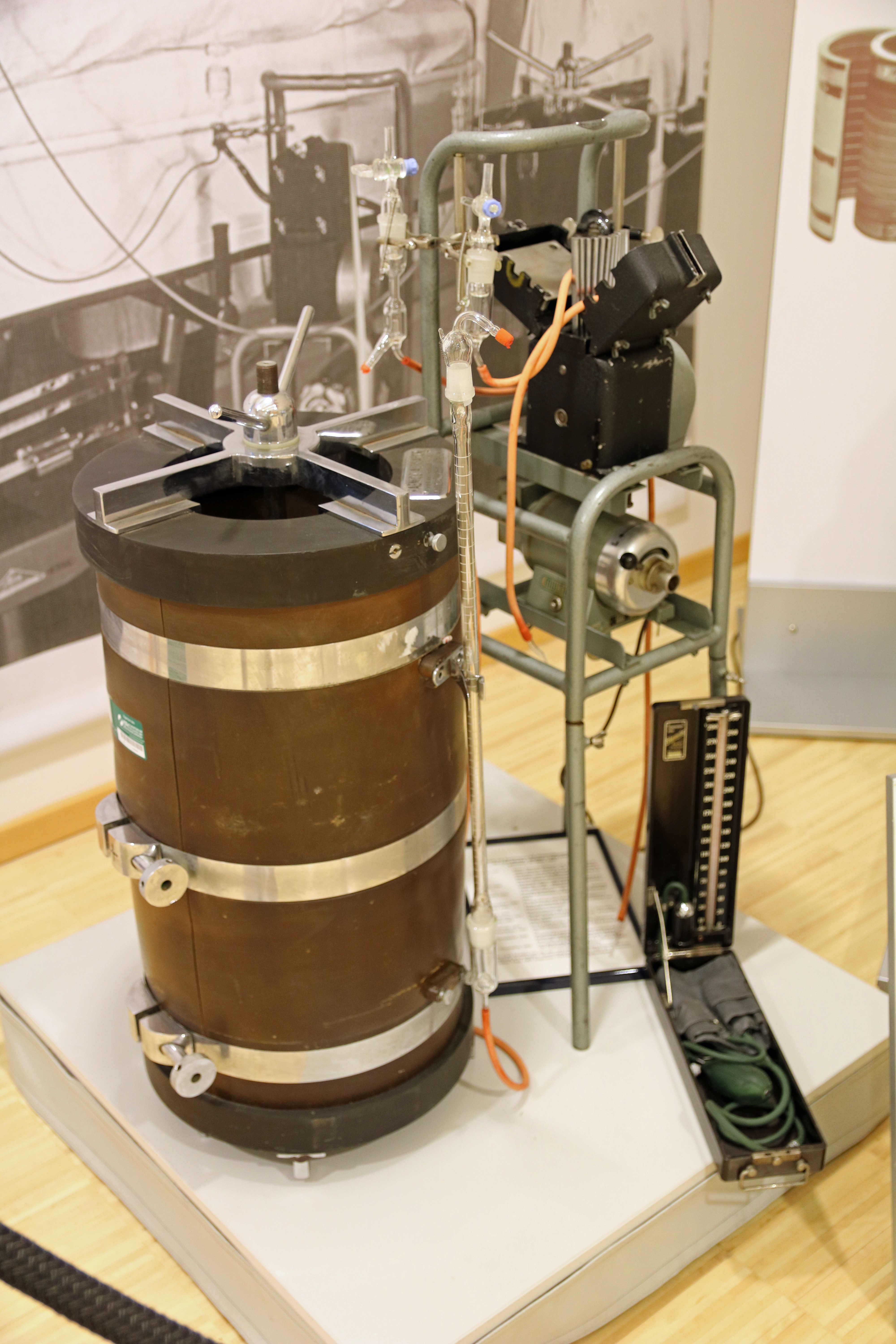
Moeller-Niere Typ III aus dem Jahre 1955
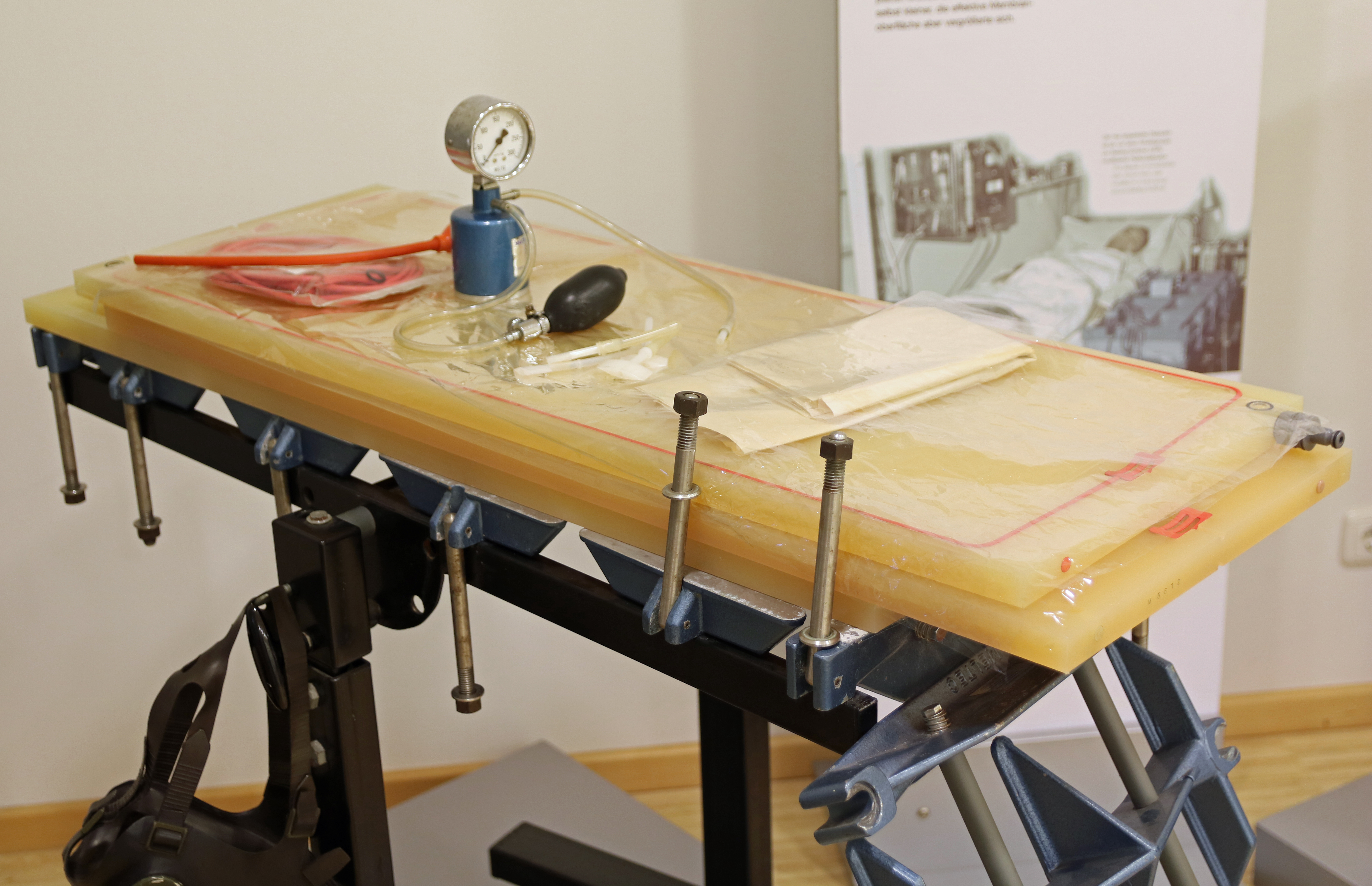
Plattendialysator nach Frederik Kiil
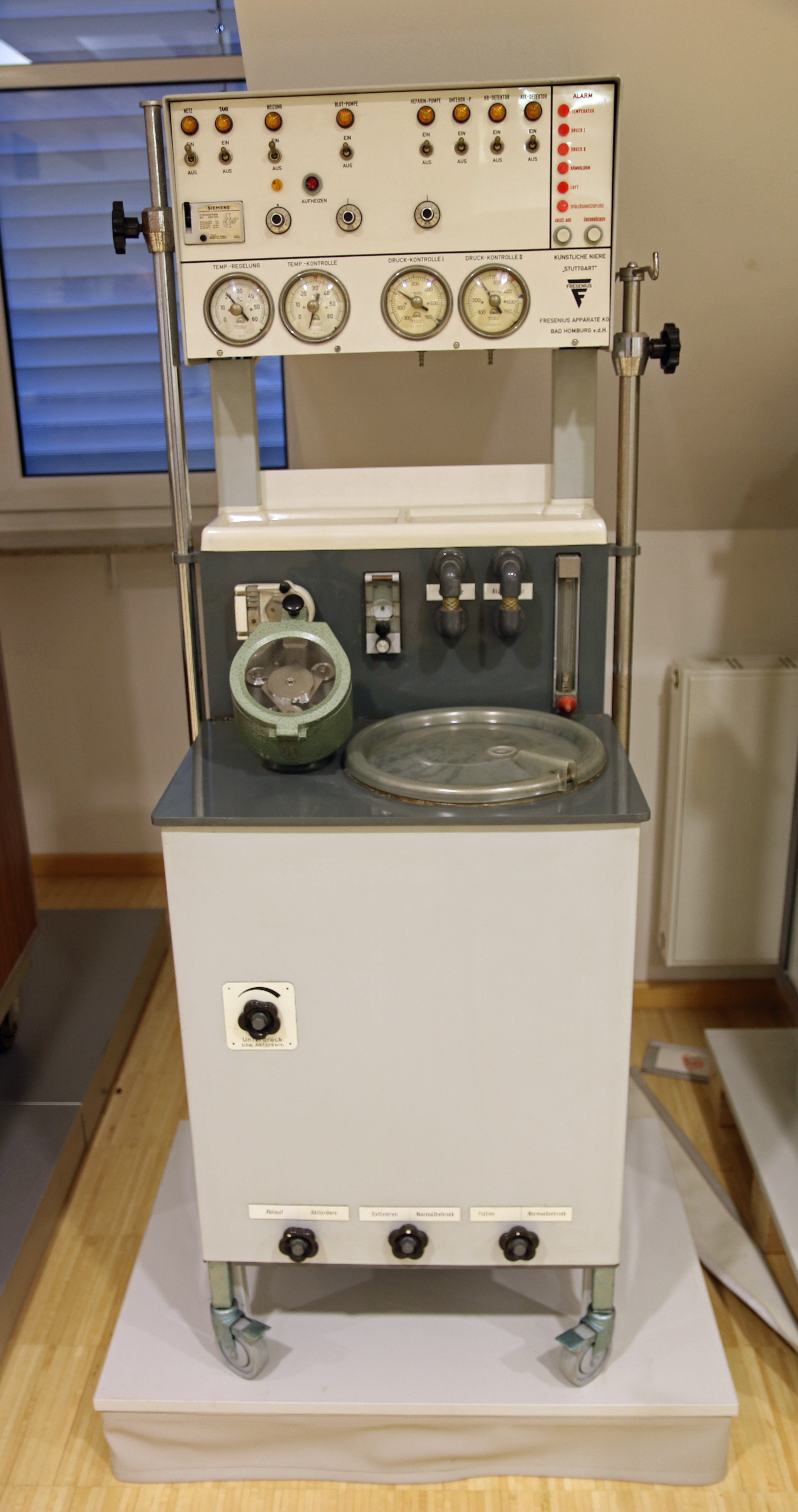
Stuttgart-Niere aus dem Jahre 1970
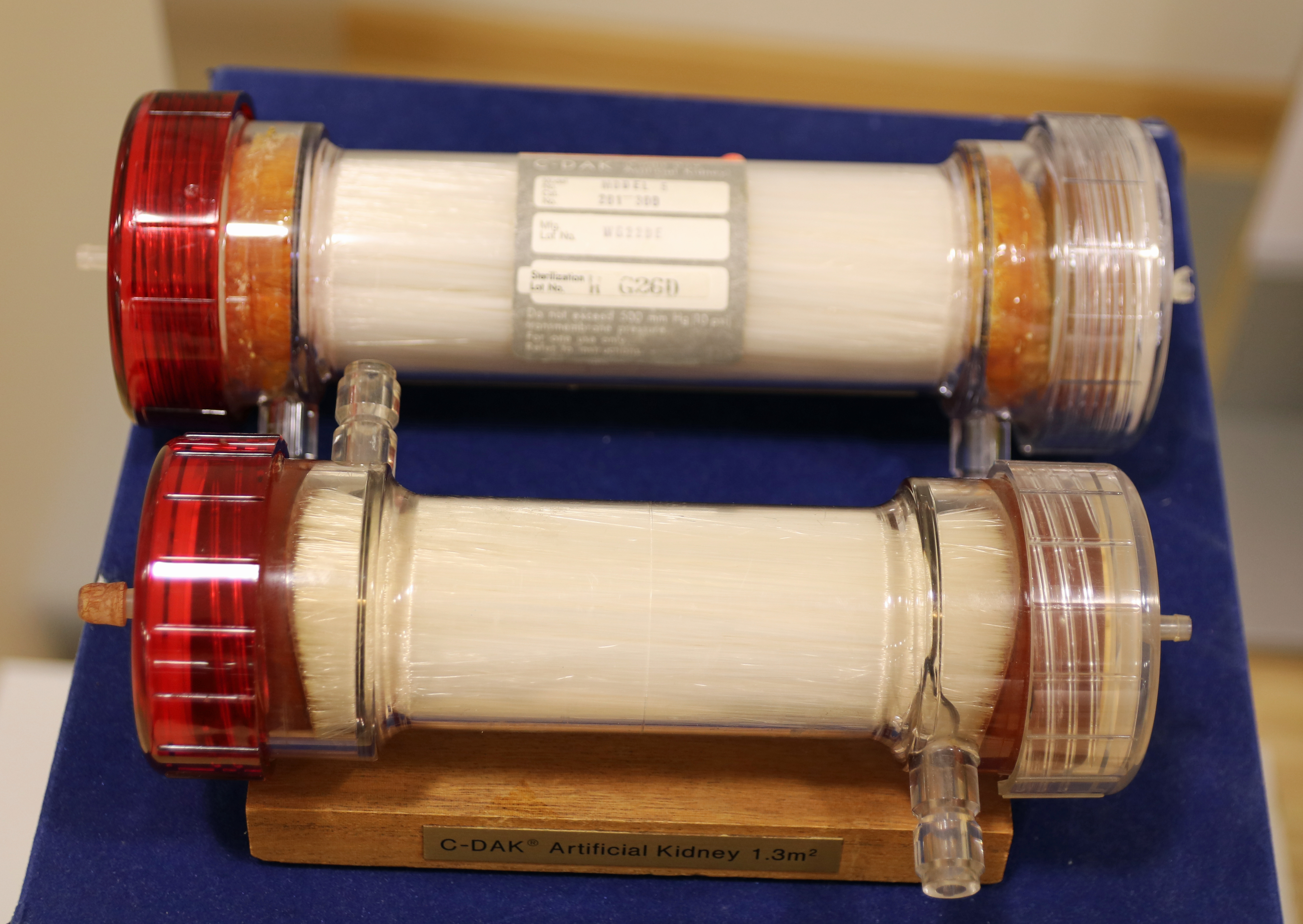
Haarröhrchen für Kapillardialysatoren